# IGAT VII
IGAT VII – іранський газопровід, призначений для подачі ресурсу з супергігантського газового родовища Південний Парс на південний схід країни (провінції Хормозган, Керман, Систан і Белуджистан) та, можливо, на експорт.
Введений в дію у 2010 році IGAT VII прямує від Ассалуйє (куди доправляється для підготовки продукція з Південного Парсу) до Іраншехру. Він має довжину 907 км, діаметр труб 1400 мм та робочий тиск 9 МПа. Первісно пропускна здатність газопроводу становила 51 млн м3 на добу з можливістю збільшення до 82 млн м3.
Траса IGAT VII проходить через Бенедр-Аббас, де він має сполучення з газопроводом Сархун – Керман та може передавати через нього ресурс до деяких районів провінції Керман. Так само в районі Бендер-Аббасу починається відгалуження до острова Кешм, на якому розпочали створення потужної індустріальної зони. А від кінцевого пункту траси бере початок одразу кілька газопроводів, які ведуть до різних міст провінції Систан і Белуджистан – Іраншехр – Чахбехар, Іраншехр – Захедан, Іраншехр – Мірджаве.
Уздовж траси IGAT VII знаходиться цілий ряд теплових електростанцій, котрі використовують доправлений по ньому ресурс – ТЕС Есін в районі Бендер-Аббасу, ТЕС Кехнудж у однойменному місті провінції Керман, ТЕС Іраншехр та ТЕС Бемпур у кінцевому пункті траси.
Ще одним призначенням IGAT VII  мало бути транспортування ресурсу на експорт до Пакистану, Індії та Оману. У перших двох випадках це може здійснюватись через згаданий вище газопровід до Чехбехару, тоді як інтерконектор з оманською ГТС повинен починатись від основної траси IGAT VII. Втім, протягом 2010-х жоден з цих проектів так і не дійшов до стадії практичної реалізації, зокрема через наявність введених проти Ірану санкцій США.